# Ченчик Вадим Миколайович
Вадим Миколайович Ченчик (нар. 15 листопада 1972, смт. Катеринопіль, Черкаська область) — генерал-майор, заступник голови Державної прикордонної служби України.

## Життєпис
Народився 15 листопада 1972 року у смт. Катеринопіль (Черкаська область).
Закінчив Державний університет «Львівська політехніка» (1994), Академію Прикордонних військ України імені Богдана Хмельницького (1998), Харківський національний педагогічний університет (2006).
Серпень 1994 — серпень 1996 — військова служба на офіцерських посадах у 23 окремій аеромобільній бригаді та в Оршанецькому навчальному прикордонному загоні Прикордонних військ України.
Серпень 1996 — червень 1998 — слухач Академії Прикордонних військ України імені Богдана Хмельницького.
Червень 1998 — листопад 2011 — служба на первинних та керівних посадах в оперативно-розшукових підрозділах Харківського прикордонного загону Східного регіонального управління Державної прикордонної служби України.
Листопад 2011 — лютий 2014 — служба на керівних посадах в Східному регіональному управлінні ДПСУ.
Лютий — вересень 2014 — начальник Мостиського прикордонного загону Західного регіонального управління ДПСУ.
Вересень 2014 — лютий 2015 — начальник Мукачівського прикордонного загону Західного регіонального управління ДПСУ.
Лютий 2015 — травень 2016 — помічник начальника регіонального управління з міжнародного співробітництва та прикордонно-представницької роботи — начальник сектору міжнародного співробітництва та прикордонно-представницької роботи Східного регіонального управління ДПСУ.
З серпня 2019 — заступник начальника штабу з прикордонної служби — начальник відділу прикордонної служби штабу Східного регіонального управління ДПСУ.
Серпень — вересень 2019 — тимчасово виконувач обов'язків директора Департаменту оперативної діяльності Адміністрації ДПСУ.
Указом від 9 вересня 2019 року призначений заступником голови Державної прикордонної служби України.
Указом від 29 квітня 2022 року N 287/2022 присвоєно звання генерал-майор.

## Сім'я
Має двох синів.

## Нагороди
- Медаль «За військову службу Україні» (24 травня 2011) — за вагомий особистий внесок у справу охорони державного кордону, забезпечення захисту державного суверенітету та територіальної цілісності України, зразкове виконання військового обов'язку.[5]